# Бух, Ева-Мария
Ева-Мария Бух (нем. Eva-Maria Buch; 31 января 1921, Берлин, Германия — 5 августа 1943, Берлин, Германия) — католическая христианка, антифашист, член движения Сопротивления во время Второй мировой войны, член организации «Красная капелла».

## Биография
Ева-Мария Бух родилась 31 января 1921 года в Берлин-Шарлоттенбурге, в Германии в семье |католиков. Образование получила в школе урсулинок, закрытой нацистами в 1939 году. Окончила высшие курсы переводчиков Государственной школы политики при Берлинском университете.
В 1941—1942 годах работала продавцом в книжном магазине, где познакомилась с Вильгельмом Гуддорфом, который ввёл её в организацию под названием «Красная капелла». Она приняла участие в нескольких заседаниях группы борцов сопротивления. Ева не разделяла коммунистических убеждений большинства членов этой организации. Ею двигало желание помочь тем, кто страдал от действий нацистского режима. Ей поручили перевести на французский язык агитационные листовки, предназначавшиеся для рабочих из Франции, насильно вывезенных нацистами в Германию для работы на оружейных заводах.

### Арест и казнь
11 октября 1942 года гестапо, уже арестовавшее нескольких членов «Красной капеллы», обнаружило сделанный ею перевод, в котором французских рабочих призывали к саботажу. Рабочих призывали помнить, что производившиеся ими бомбы предназначались для убийства их родственников. Ева-Мария Бух и Вильгельм Гуддорф были арестованы в тот же день. После казни Вильгельма 13 мая 1943 года Еву по прежнему держали под стражей. Её жестоко допрашивали, требуя назвать имена других членов группы. Она не назвала ни одного имени. На слушаниях в Имперском военном трибунале в феврале 1943 года, чтобы защитить других от ареста, Ева заявила, что листовка была написана ею одной. За это её приговорили к смертной казни. По мнению суда, причиной антинацистских настроений Евы было её католическое воспитание. Адольф Гитлер лично отклонил прошение о помиловании, поданное родителями Евы. Она была казнена 5 августа 1943 года в тюрьме Плёцензее, в Берлине.

### Память
В память о Еве-Марии Бух на Бебельплаце у собора Святой Хедвиги установлена мемориальная доска, а во дворе Университета имени Гумбольдта в Берлине — мемориальный камень. С 1993 года городская библиотека в Темпельхофе носит её имя. Также мемориальный камень установлен на месте последнего места жительства Евы в Берлине по адресу Берлин-Мариендорф, Хохфайлервег, 23а. В городах Карлсруэ и Шольтау есть улицы, названные именем Евы-Марии Бух.